# Yinzhou, Tieling
Yinzhou är ett stadsdistrikt och säte för stadsfullmäktige i Tieling i Liaoning-provinsen i nordöstra Kina.